# Нічниця Брандта
Нічниця Брандта (Myotis brandtii) — вид рукокрилих родини лиликових (Vespertilionidae).

## Поширення
Країни проживання: Албанія, Австрія, Білорусь, Бельгія, Болгарія, Китай, Хорватія, Чехія, Данія, Естонія, Фінляндія, Франція, Німеччина, Греція, Угорщина, Італія, Японія, Казахстан, Республіка Корея, Латвія, Ліхтенштейн, Литва, Люксембург, Молдова, Монголія, Чорногорія, Нідерланди, Норвегія, Польща, Румунія, Російська Федерація, Сербія, Словаччина, Словенія, Іспанія, Швеція, Швейцарія, Туреччина, Україна, Сполучене Королівство.

## Стиль життя
Мешкає в змішаних і широколистяних лісів, а іноді і хвойні ліси, часто в безпосередній близькості від води. Він менш часто трапляються поблизу людського житла, ніж його побратим Myotis mystacinus. Літні сідала влаштовує найчастіше в дуплах дерев, але може й в будівлях. Зимує в печерах, тунелях, підвалах і шахтах. Полює поруч з внутрішніми водами, але живиться неводними комахами.

## Морфологія
Голова і тіло довжиною лише 10—13 см, розмах крил від 19 до 20 сантиметрів, маса тіла 4–10 грамів. Волосся на спині світло коричневе, на самому верху золотисто-коричневе. Черево жовтувато-сіре. Вуха, ніс і крила світло-коричневі.